# پیمپا

لوگو پیمپا

پیمپا (به ایتالیایی: La Pimpa) مجموعه داستان مصور ایتالیایی است که توسط فرانچسکو تولیو آلتان خلق شده است. شخصیت اصلی این کمیک استریپ سگی ماده با خال‌های درشت قرمزرنگ و زبانی معمولاً بیرون از دهان به نام پیمپا است که ماجراهای مختلفی را می‌آفریند. همچنین مجموعه‌ای انیمیشن بر پایهٔ این داستان مصور ساخته شده که از تلویزیون ایران نیز پخش شده است.

## مشخصات
آلتان شخصیت پیمپا را با الهام‌گرفتن از دخترش در سال ۱۹۷۵ خلق نمود و داستان‌های مصور آن نخستین بار در هفته‌نامهٔ کودکانهٔ کوریره دی پیکولی به چاپ رسید که تا زمان بسته‌شدن این نشریه در سال ۱۹۹۵ نیز ادامه یافت. پیمپا سگی ماده با خال‌های درشت قرمزرنگ است که همراه با صاحب خود آرماندو که مردی نیک با سبیلی پرپشت، بینی‌ای دراز، کراواتی صورتی و کلاهی سبزرنگ است در خارج از شهر زندگی می‌کند. نخستین دیدار این دو شخصیت زمانی روی داد که آرماندو برای چیدن توت‌فرنگی به جنگل رفته بود. او در آنجا با پیمپا مواجه شد و دریافت که او سگی کنجکاو، مهربان و سخنگو است، پس او را به عنوان دوست جدید خود به خانه‌اش دعوت کرده و اتاقی را در اختیارش گذاشت. آرماندو در عین حال نقشی پدرانه را نیز در مقابل پیمپا ایفا می‌کند.
پیپمپا که روحیه‌ای ماجراجو دارد به هر کجا سر می‌کشد تا جهان پیرامون خود را بهتر بشناسد. او با هواپیما به آفریقا، با کشتی به استرالیا و حتی با موشک به ماه سفر می‌کند و پس از آن بار دیگر پیش آرماندو بازمی‌گردد تا ماجراهایش را برای او بازگو نماید.

## شخصیت‌ها
- پیمپا: سگی با خال‌های درشت قرمزرنگ
- آرماندو: دوست و صاحب پیمپا
- رزیتا: گربه‌ای آبی‌رنگ
- کونیلیتو: خرگوشی با خال‌های درشت آبی‌رنگ
- کلمبینو: جوجه‌ای زردرنگ
- تیتو: سگی آبی‌رنگ

## مجموعه‌های پویانمایی
اُسوالدو کاواندولی و انزو دالو بر پایهٔ کمیک استریپ پیمپا دو مجموعهٔ پویانمایی را کارگردانی کرده‌اند که نخستین این مجموعه‌ها با نام Serie La pimpa در ۵۰ قسمت ۱۰ دقیقه‌ای تهیه‌شد اما چون کار زیادی می‌طلبید ادامه نیافت. دومین مجموعه Le nuove avventure della pimpa یا ماجراهای جدید پیمپا نام دارد که تا کنون ۲۰ قسمت ۵ دقیقه‌ای از آن ساخته شده‌است. در نخستین سری روبرتا پالادینی به جای پیمپا و ویکتور پریما به جای آرماندو صحبت می‌کردند اما گویندگی این دو نقش را به‌ترتیب در سری دوم فرانچسکا وکتورز و الیویرو کوربتا برعهده دارند.